# La Valse à mille temps
Pistes de La Valse à mille temps
Seul
La Valse à mille temps est une chanson de l'auteur-compositeur-interprète Jacques Brel. Premier titre de l'album auquel elle donne son nom, elle sort en 1959. Caractérisée par le « crescendo brélien » (progression dramatique dans l'écriture et l'interprétation), La Valse à mille temps s'inscrit parmi les classiques de Jacques Brel.

## Histoire
En introduction de La Valse à mille temps, on entend les premières notes de la mélodie de Juventino Rosas, Sobre las olas[réf. nécessaire].

S'appuyant sur les trois temps traditionnels d'une valse, la chanson débute lentement sur ce tempo, puis, tout en s'accélérant progressivement, entraînée par le « tourbillon » de l'accordéon et les intonations de Jacques Brel, évoque une  « valse à quatre temps », puis vingt, puis cent et enfin « à mille temps » : 
«  Une valse à trois temps
Qui s'offre encore le temps, [...], De s'offrir des détours du côté de l'amour, [...],

Une valse à quatre temps, C'est beaucoup moins dansant, [...], Mais tout aussi charmant, Qu'une valse à trois temps

Une valse à vingt ans, Une valse à cent temps, [...], Une valse ça s'entend, À chaque carrefour, Dans Paris que l'amour, Rafraîchit au printemps

Une valse à mille temps, [...], Une valse a mis l'temps, De patienter vingt ans, Pour que tu aies vingt ans Et pour que j'aie vingt ans, Une valse à mille temps, [...], Offre seule aux amants, Trois cent trente-trois fois l'temps, De bâtir un roman... »
(paroles Jacques Brel)

## Discographie
- 1959 : super 45 tours Philips 432.371 BE[2] : La Valse à mille temps, La Tendresse, Ne me quitte pas, La Dame patronnesse
- 1959 : 33 tours 25 cm Philips B 76.483 R[3] : La Valse à mille temps

Discographie live :
- 1962 : Olympia 1961

## Reprises et adaptations
La chanson a été reprise par divers chanteurs et a fait l'objet de plusieurs adaptations surtout en flamand (voir Liste d'interprètes de Jacques Brel).
Le crescendo a été repris par le chanteur italien Giorgio Gaber dans sa chanson de 1969 Com'è bella la città.

## Parodie
Jean Poiret a fait une parodie de La Valse à mille temps, devenue La Vache à mille francs. Pastiche repris, sous forme de clin d'œil, par Brel lui-même à l'Olympia en 1961, où, au détour d'un couplet, il modifie les paroles qui deviennent : 
«  Au deuxième temps de la vache, On est deux elle est dans mes bras, Au deuxième temps de la vache y'a du monde entre la vache et moi »
(paroles Jacques Brel)
Puis, sous les applaudissements du public, l'interprète revient au texte original. On peut entendre cette variante sur l'album Olympia 1961.